# سیارک ۲۳۹۷
سیارک ۲۳۹۷ (به انگلیسی: 2397 Lappajarvi، نامگذاری:1938DV) دو هزار و سیصد و نود و هفتمین سیارک کشف شده‌است که در ۲۲ فوریه ۱۹۳۸ کشف شد.
قدر مطلق سیارک برابر ۱۰٫۹۰ است.